# René de Naurois

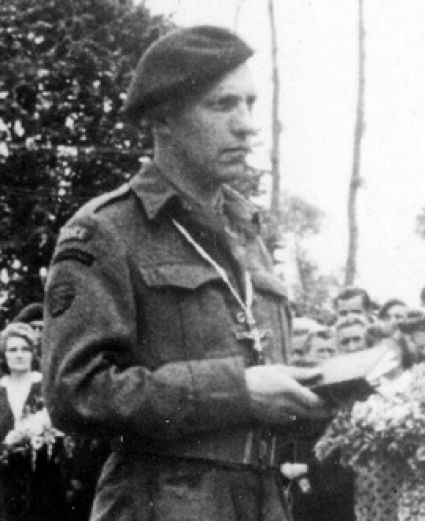
Pater de Naurois im Jahr 1944.

Pater René Paulin Jacobé de Naurois (* 26. November 1906 in Paris im 9. Arrondissement; † 12. Januar 2006 in Brunoy) war ein französischer katholischer Geistlicher und Ornithologe.

## Leben und Wirken
Seine Eltern sorgten dafür, dass er, bevor er Priester wurde, an der Universität Toulouse studierte. Hier machte er einen Abschluss in Mathematik und Physik, anschließend in Theologie und schließlich in deutscher Philosophie. Wegen letzterem zog er in der Vorkriegszeit nach Berlin. Naurois wurde 1936 zum Priester geweiht und arbeitete von 1937 bis 1939 als Kaplan in der französischen Kirchengemeinde von Berlin. Hier erlebte er die Macht des Nationalsozialismus. Über seine Erlebnisse kommunizierte er regelmäßig mit dem Erzbischof Jules Saliège (1870–1956). Im Jahr 1939 wurde er mobilisiert, 1940 wieder aus dem Militärdienst entlassen. Noch im gleichen Jahr schloss er sich dem Widerstand der Bewegung Vérité in der unbesetzten Zone in Pau, Grenoble und Toulouse an, aus der die Gruppe Combat hervorging. Verfolgt von den Deutschen flüchtete er im März 1943 nach England. Als Kaplan des ersten Marineinfanterie-Bataillon (1er bataillon de fusiliers marins commandos) landete er am 6. Juni 1944 zusammen mit 170 anderen französischen Soldaten in Ouistreham. Von Korporal Robert William Palliser Dawson, mit dem ihn eine lebenslange Freundschaft verband, bekam er dafür das Military Cross verliehen. Ebenso erhielt er das Croix de guerre 1939–1945. Nach dem Krieg ging Pater Naurois zurück an das Bistum Toulouse, um dort zu lehren. Ihm wurde per Dekret vom 17. November 1945 der Titel Compagnon de la Libération verliehen. Im Jahr 1989 wurde er in Yad Vashem mit dem Ehrentitel Gerechter unter den Völkern ausgezeichnet. Der Präsident des französischen Komitees für Yad Vashem Richard Prasquier sagte zur Verleihung:

„Naurois hat immer und überall in seinem langen Leben, den Weg von Recht und Gerechtigkeit verfolgt. Als Mann des Glaubens, der Reflexion und der Aktion hat der Abt de Naurois immer den Weg des Guten und Ehre verfolgt.“

Per Dekret JORF n°97 vom 25. April 1995 wurde er zum Kommandeur der Ehrenlegion ernannt. Außerdem wurde ihm der „Offizier des Verdienstordens der Islamischen Republik Mauretanien“ verliehen.

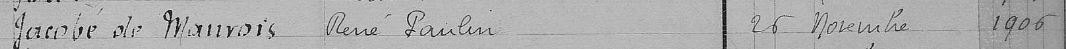
Eintrag seiner Geburt im 9. Arrondissement von Paris

## Naurois, der Ornithologe
Als ältester Sohn von fünf Kindern verbrachte er seine Kindheit auf einem großen Anwesen seines Vaters nahe Toulouse. Hier entwickelte sich seine Liebe zur Natur. Er selbst gab sich den Namen Heckenbraunelle. Seine ornithologische Karriere begann erst im Jahr 1954, als er in zwei Artikeln über Greifvögel bei Toulouse und in Marokko publizierte. Im Jahr 1959 begann er mit der Unterstützung von Noël Mayaud (1899–1989) und Henri Heim de Balsac (1899–1979) eine Studie über Vogelkolonien an den Küstengebieten im Nordwesten Afrikas, ein Gebiet, das vom Süden Marokkos bis nach Mauretanien reichte. So war er der erste, der detailliert die Avifauna des Nationalparks Banc d’Arguin beschrieb, ein Gebiet, in dem zehntausende von Pelikane, Kormorane, Reiher, Flamingos, Ibisse und Löffler sowie viele Möwenarten leben. Konsequenterweise entdeckte und beschrieb er die Bedeutung dieser Küstenregion. Dieses Schlickwatt ist auch heute noch ein wichtiges Habitat für unzählige Zug- und Wintervögel aus Eurasien. Er war der Erste, der das Vorkommen der Königsseeschwalbe in der Alten Welt nachwies. Von 1960 bis 1971 war er Angestellter des Centre national de la recherche scientifique. Hier schrieb er 1969 seine Doktorarbeit, die den Titel Peuplements et cycles de reproduction des oiseaux de la côte occidentale d'Afrique (du Cap Barbas, Sahara espagnol, à la frontière de la République de Guinée) trug. In dieser Studie beschrieb er akribisch die Biologie und Ökologie einiger wichtiger Arten, die in Vogelkolonien leben. Die Dissertation gab Einblicke in biogeographische Fragen an den Schnittstellen zwischen Meer und Land sowie zwischen Afrotropis und Paläarktis. Naurois galt als unermüdlicher Erforscher unbekannter ornithologischer Regionen und insbesondere der Kap Verden. So widmete ihm Cornelis Jan Hazevoet (* 1948) sein Buch The Birds of the Cape Verde Islands, Paul Isenmann (* 1942) ihm und Luc Hoffmann (1923–2016) sein Buch The birds of the Banc d'Arguin, Mauritania. Da Naurois besonders an Inseln interessiert war, forschte er auch auf Neukaledonien und São Tomé und Príncipe. Wie viele Ornithologen seiner Generation kam er zur Vogelforschung über das Sammeln von Vogeleiern. Seine Sammlung vermachte er dem Muséum d’histoire naturelle de la Ville de Genève. Zusammen mit Jean Chaunu publizierte 2004 mit Aumônier de la France Libre seine Memoiren.

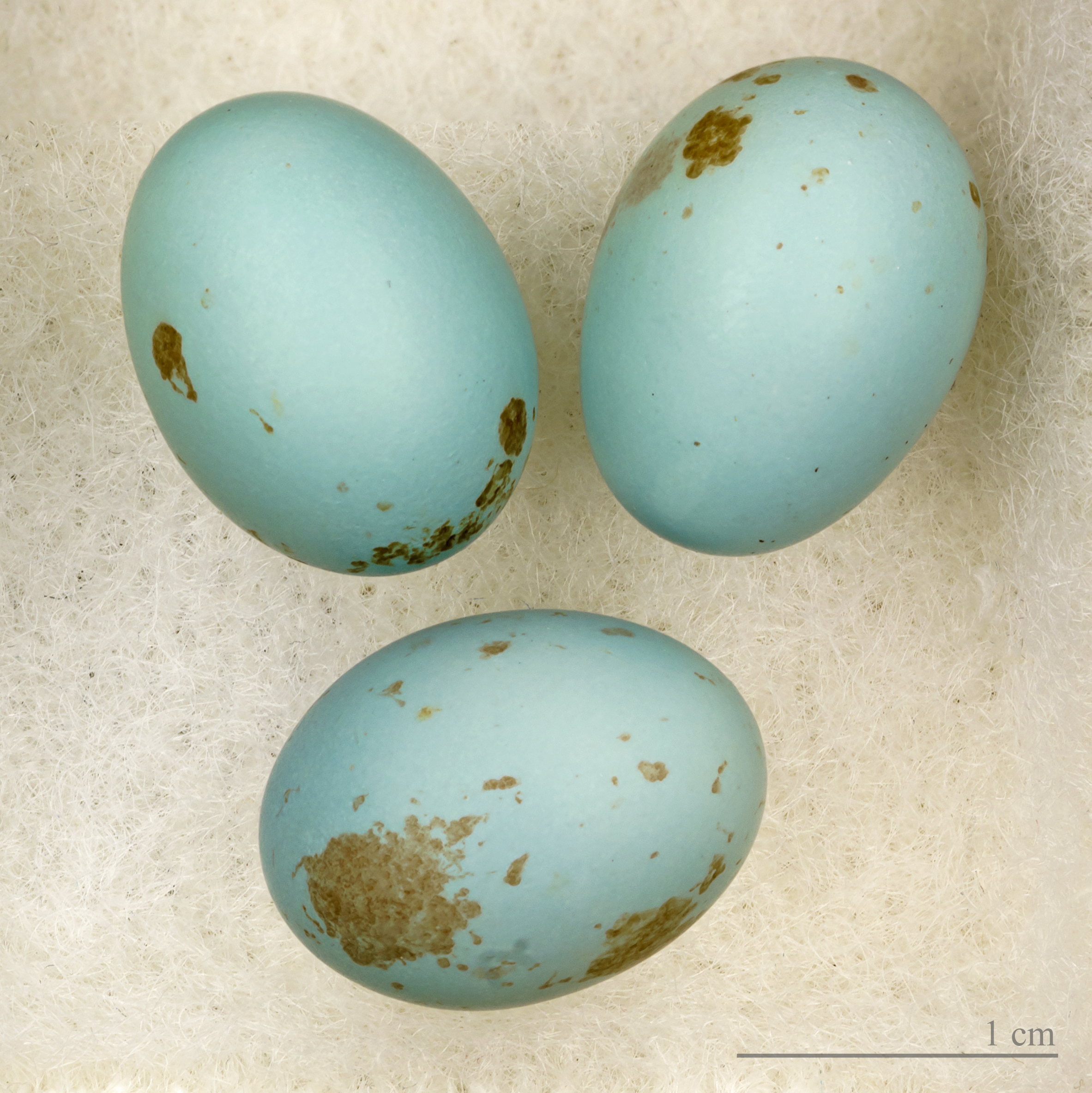
Eier vom Waldzistensänger gesammelt von René de Naurois
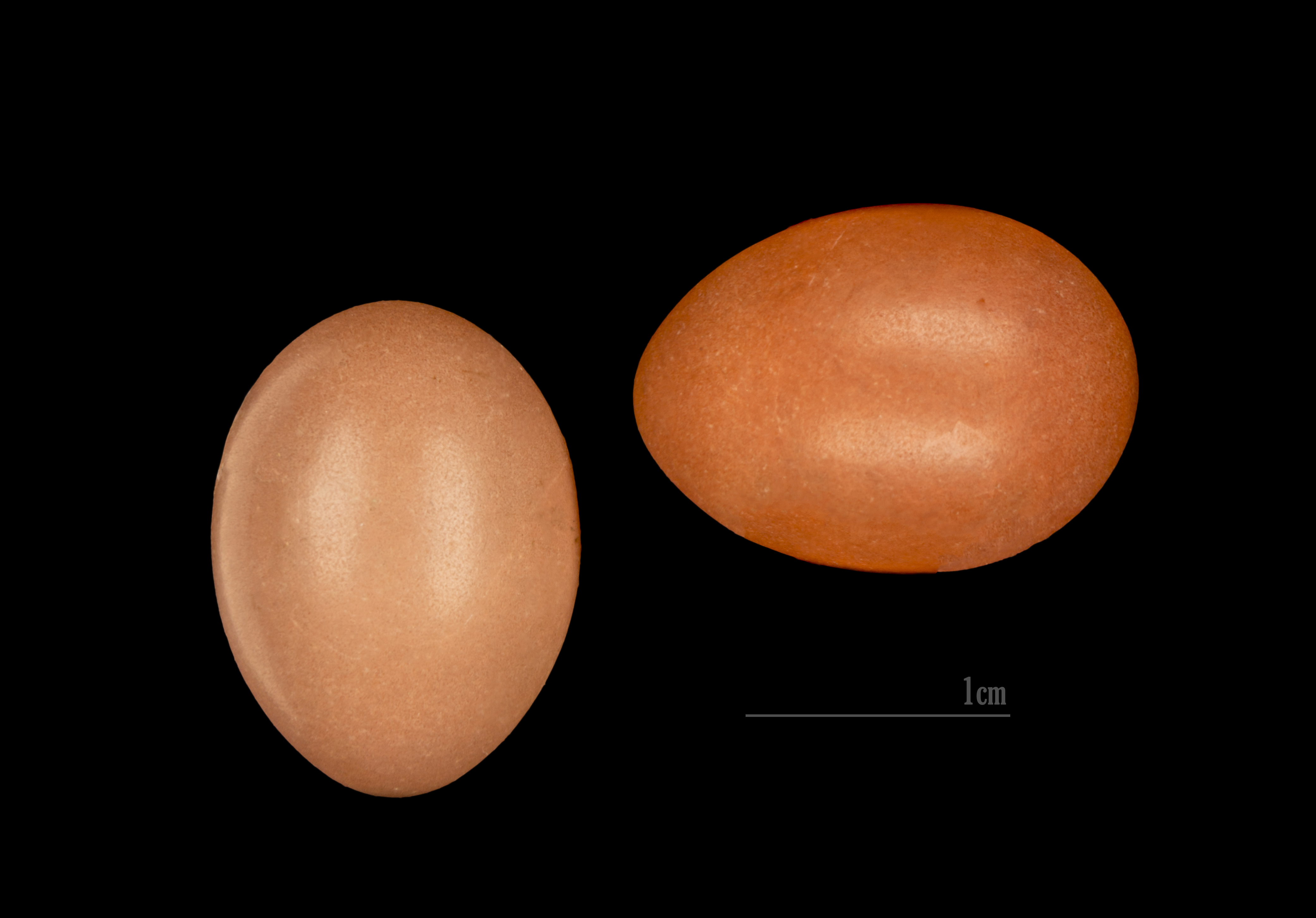
Eier vom Seidensänger aus der Sammlung von de Naurois
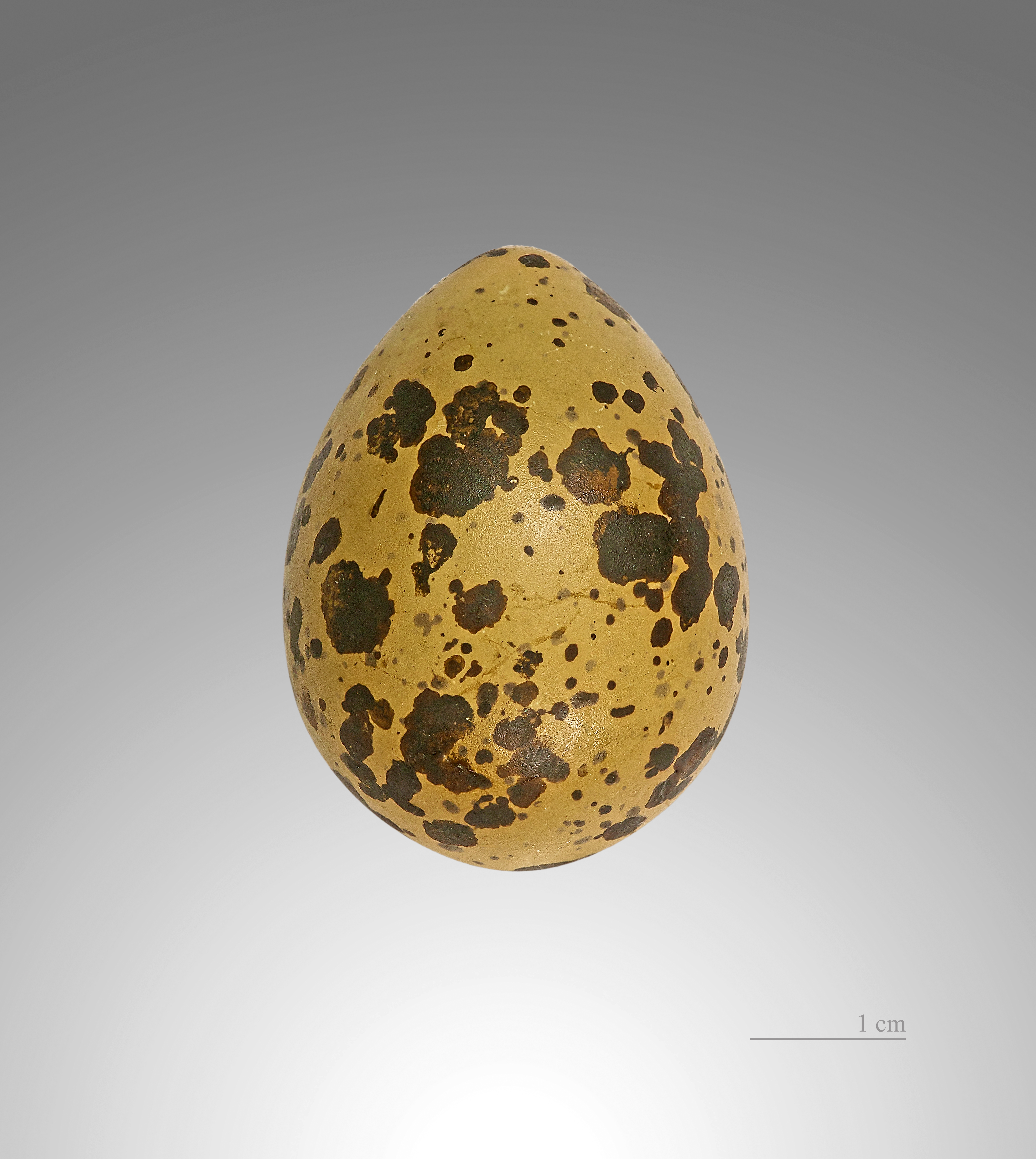
Ei vom Mornellregenpfeifer aus der Sammlung von de Naurois
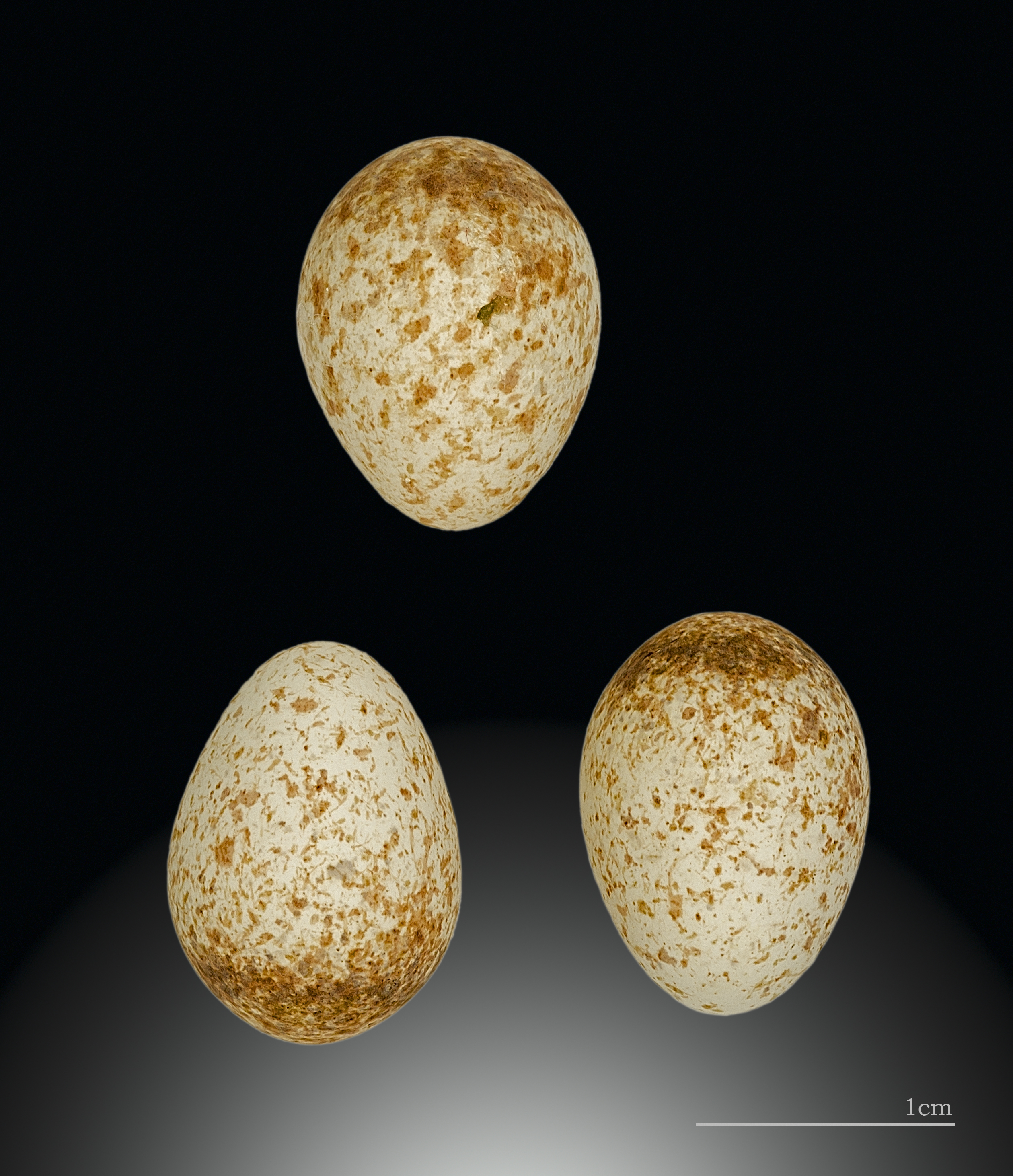
Eier vom Madeiragoldhähnchen  aus der Sammlung von de Naurois

## Mitgliedschaften und Ehrerkundungen
René de Naurois war ein korrespondierender Fellow der American Ornithologists’ Union. Itn der Ligue Internationale Contre le Racisme et l’Antisémitisme war er Ehrenmitglied. In Toulouse ist die Allée du Pere René de Naurois nach ihm benannt.

## Erstbeschreibungen durch René de Naurois
Naurois hat zahlreiche Arten und Unterarten, die neu für die Wissenschaft waren, beschrieben. Zu den Arten  und Unterarten gehören chronologisch u. a.:
- Maskenweber (Ploceus velatus peixotoi Frade & Naurois, 1964)
- Purpurreiher (Ardea purpurea bournei Naurois, 1966)
- Theklalerche (Galerida theklae huei  Érard & Naurois, 1973)
- Löffler (Platalea leucorodia balsaci Naurois & Roux, 1974)
- Principegirlitz (Crithagra rufobrunnea fradei (Naurois, 1975))
- Blaunoddi (Procelsterna cerulea murphyi Mougin & Naurois, 1981)
- Bindenralle (Hypotaenidia philippensis tounelieri Schodde & Naurois, 1982)

## Werke (Auswahl)
- Peuplement et nidification des Rapaces dans le Toulousain et le Gaillacois. In: L'Oiseau et la revue française d'ornithologie. Band 24, 1954, S. 52–75.
- Vautours et Gypaëtes aux sources de l'Oum-er-Rbia (Maroc: Moyen-Atlas). In: L'Oiseau et la revue française d'ornithologie. Band 24, 1954, S. 146–148.
- mit Emile Virebayre: L’Aigle royal en Lozère. In: L'Oiseau et la revue française d'ornithologie. Band 25, 1955, S. 199–205.
- mit Maurice Contant: Observations sur les espèces nicheuses des îles de Mogador. Faucons d'Eléonore (Falco eleonorae), Pigeons bisets (Columba livia), Goélands argentés (Larus argentatus). In: Alauda. Band 26, 1958, S. 196-196.
- L’Aigle botté (Hieraaëtus pennatus) dans la région de Gaillac (Tarn). In: Alauda. Band 27, 1959, S. 23–25.
- mit Georges Bassouls: Peuplement et nidification des grands rapaces dans les Pyrénées orientales. In: L'Oiseau et la revue française d'ornithologie. Band 29, 1959, S. 218–220.
- mit Albert Vandel: Exploration ornithologique des Iles du Banc d'Arguin (Mauritanie). In: Comptes rendus hebdomadaires des séances de l'Académie des sciences. Band 249, Nr. 1, 1959, S. 162–164 (online [abgerufen am 13. Januar 2016]).
- Premières recherches sur l’avifaune des îles du Banc d’Arguin (Mauritanie). In: Alauda. Band 27, 1959, S. 241–308.
- Recherches sur les oiseaux reproducteurs de la côte de l'Aguerguer (Mauritanie-Rio de Oro). In: Alauda. Band 28, 1960, S. 161–180.
- Recherches sur l'avifaune de la côte atlantique du Maroc. Du Détroit de Gibraltar aux îles de Mogador (1ère partie). In: Alauda. Band 29, 1961, S. 241–259.
- Recherches sur l'avifaune de la côte atlantique du Maroc. Du Détroit de Gibraltar aux îles de Mogador (suite). In: Alauda. Band 30, 1962, S. 81–97.
- mit Henri Heim de Balsac: Faits nouveaux concernant l’époque et la durée du cycle de reproduction chez les Oiseaux d’Afrique tropicale. In: Comptes rendus hebdomadaires des séances de l'Académie des sciences. Band 255, Nr. 2, 1962, S. 1521–1522 (online [abgerufen am 13. Januar 2016]).
- Quelques heures à l’île de l’Espérance (Archipel du Spitzberg). In: L'Oiseau et la revue française d'ornithologie. Band 33, 1963, S. 127–139.
- Espèces rares ou peu communes sur la côte occidentale du Spitzberg. In: L'Oiseau et la revue française d'ornithologie. Band 33, 1963, S. 189–211.
- mit Henri Heim de Balsac: Premières recherches ornithologiques sur la côte sénégalaise (de la rivière Casamance à la presqu’île du Cap-Vert). In: Comptes rendus hebdomadaires des séances de l'Académie des sciences. Band 258, Nr. 1, 1964, S. 726–729 (online [abgerufen am 13. Januar 2016]).
- Les oiseaux des îles du Cap-Vert. Suggestions en vue de leur sauvegarde. In: Garcia de Orta. Band 12, 1964, S. 609–620.
- mit Fernando Frade Viegas da Costa: Une nouvelle sous-espèce de tisserin: Ploceus velatus peixotoi. In: Garcia de Orta. Band 12, 1964, S. 621–626.
- Note sur les colonies d’oiseaux de  mer de la côte sénégalaise et l’opportunité d’une  protection légale de certains ilots. In: Notes africaines, Institut Français d’Afrique Noire. 1965, S. 16–18.
- Note sur deux colonies d’oiseaux nicheurs au Sénégal (delta du fleuve et région de M’Bour). In: Notes africaines, Institut Français d’Afrique Noire. 1965, S. 18–19.
- L’avifaune aquatique du delta du Sénégal et son destin. In: Bulletin de l’Institut Français d’Afrique Noire. Band 37, 1965, S. 1196–1207.
- Une colonie reproductrice du Petit Flamant rose Phoenonaias minor (Geoffroy) dans l’Aftout es Saheli (sud-ouest Mauritanien). In: Alauda. Band 33, 1965, S. 166–176.
- mit Henri Heim de Balsac: Faits nouveaux concernant le peuplement avien de l’Archipel du Cap-Vert. In: Comptes rendus hebdomadaires des séances de l'Académie des sciences. Band 260, Nr. 5, 1965, S. 5911–5914 (online [abgerufen am 13. Januar 2016]).
- mit Henri Heim de Balsac: Premières recherches sur l’écologie et la biologie des Palmipèdes et Echassiers en Guinée portugaise. In: Comptes rendus hebdomadaires des séances de l'Académie des sciences. Band 261, Nr. 8, 1965, S. 1423–1426 (online [abgerufen am 13. Januar 2016]).
- mit Francis Roux: Les mangroves d’Avicennia les plus septentrionales de la côte occidentale d’Afrique. In: Bulletin de l’Institut Français d’Afrique Noire (= A). Band 27, Nr. 3, 1965, S. 843–855.
- Colonies reproductrices de Spatules africain es, Ibis sacrés et Laridés dans l’Archipel des Bijagos (Guinée portugaise). In: Alauda. Band 34, 1966, S. 257–278.
- Le Héron pourpré de l’Archipel du Cap-Vert Ardea purpurea bournei ssp. nov. In: L'Oiseau et la revue française d'ornithologie. Band 35, 1966, S. 89–94.
- mit Jean Dorst: Présence de l’Oreillard (Plecotus) dans l’Archipel du Cap Vert et considérations biogéographiques sur le peuplement de ces îles. In: Mammalia. Band 30, 1966, S. 292–301.
- mit Francis Roux: L'avifaune de la côte de l'Aguerguer et de l'îlot Virginia (Sahara espagnol, Mauritanie). In: Bulletin de l’Institut Français d’Afrique Noire. Band 29, 1967, S. 735–757.
- Un biotope déserté par les oiseaux: la lagune de Sarène (Sénégal, lat. 14°16’). In: Notes africaines, Institut Français d’Afrique Noire. 1967, S. 81–82.
- mit Paul Gontier: Capture de la Caille arlequin Coturnix delegorguei Delegorgue au Sénégal. In: Alauda. Band 35, 1967, S. 267–269.
- Notes brèves sur l’Archipel du Cap-Vert. Faunistique, endémisme, écologie. In: Bulletin de l’Institut Fondamental d’Afrique Noire. Band 31, 1969, S. 143–218.
- Le Flamant rose (Phoenicopterus ruber) a-t-il niché en nombre et régulièrement dans l’Archipel du Cap Vert? In: L'Oiseau et la revue française d'ornithologie. Band 39, 1969, S. 28–37.
- mit Désire Paul Bonnafoux: L’avifaune de l’Ile du Sel (Ilha do Sal, Archipel du Cap Vert). In: Alauda. Band 37, 1969, S. 93–113.
- La population de Faucons pèlerins (Falco peregrinus madens Ripley et Watson) de l’Archipel du Cap-Vert. Effectif, écologie et signification zoogéographique. In: Alauda. Band 37, 1969, S. 301–314.
- Problèmes concernant la Poule d’eau (Gallinula chloropus L.) de l’Archipel du Cap Vert: écologie, position systématique, origine. In: Boletim da Sociedade Portuguesa de Ciências Naturais. Band 12, 1969, S. 141–154.
- Peuplements et cycles de reproduction des oiseaux de la côte occidentale d'Afrique: du Cap Barbas, Sahara espagnol, à la frontière de la République de Guinée. In: Mémoire du Muséum national d’Histoire naturelle Paris (= Nouvelle série Zoologie). Band 56, 1969, S. 1–312.
- The Kites of the Cape Verde Islands (Milvus milvus fasciicauda and Milvus migrans migrans) and a hypothesis about speciation and geographical distribution in the genus Milvus. In: Proceedings of the XVth International Ornithological Congress, Den Haag. Band 15, 1970, S. 671–673.
- Le plus ancien specimen de Faucon Pèlerin (Falco peregrinus L) obtenu dans l'Archipel du Cap Vert. In: Arquivos do Museu Bocage (= 2). Band 2, Nr. 17, 1970, S. 33–37 (französisch, online [PDF; 840 kB; abgerufen am 13. Januar 2016]).
- Vorwort und Einführung in W. D. C. Trotter: Observations faunistiques sur l'île de Lanzarote (Canaries). In: L'Oiseau et la revue française d'ornithologie. Band 40, 1970, S. 160–172.
- Morphologie et position systematique du Martinet Apus affinis au Banc d'Arguin (Mauritanie). In: L'Oiseau et la revue française d'ornithologie. Band 42, 1972, S. 195–197.
- Les ibis des iles de Sao Tome et du Prince: leur place dans le groupe des Bostrychia (= Lampribis). In: Arquivos do Museu Bocage (= 2). Band 4, Nr. 5, 1972, S. 157–173.
- Jean Prevost: Disposition hélicoïdale de l'intestin chez certaines espèces de Pétrels du genre Pterodroma. In: Alauda. Band 40, 1972, S. 93–97.
- in Fernando Frade: Recherche sur la Buse (Buteo  buteo L.) de l’Archipel du Cap Vert in Livro de homenagem ao prof. Fernando Frade: por ocasião do seu 70.o aniversário, abril de 1968. Junta de Investigações do Ultramar, Lissabon 1973, S. 157–175.
- mit Christian Érard: A new race of thekla lark in Bale, Ethiopia. In: Bulletin of the British Ornithologists' Club. Band 93, Nr. 4, 1973, S. 141–142 (online [abgerufen am 13. Januar 2016]).
- Decouverte de la reproduction d'Eremalauda dunni dans le zemmour (Mauritanie septentrionale). In: Alauda. Band 42, 1974, S. 111–116.
- mit Francis Roux: Précisions concernant la morphologie, les affinités et la position systematique de quelques oiseaux du Banc d'Arguin (Mauritanie). In: L'Oiseau et la revue française d'ornithologie. Band 44, 1974, S. 72–84.
- mit Hans Edmund Wolters: The affinities of the São Tomé Weaver Textor grandis (Gray, 1844). In: Bulletin of the British Ornithologists' Club. Band 95, Nr. 4, 1975, S. 122–126 (online [abgerufen am 13. Januar 2016]).
- The Grey Heron of the Banc d'Arguin (Mauritania) Ardea cinerea monicae. In: Bulletin of the British Ornithologists' Club. Band 95, Nr. 4, 1975, S. 135–140 (online [abgerufen am 13. Januar 2016]).
- Le «Scops» de l'Ile de Sao Tomé Otus hartlaubi (Giebel). In: Bonner zoologische Beiträge. Band 26, Nr. 4, 1975, S. 319–355 (online [abgerufen am 13. Januar 2016]).
- Les Carduelinae des îles de Saõ Tomé et Principe (Golfe de Guinée). In: Ardeola. Band 21, spécial, 1974, S. 903–931.
- mit Jean Dorst: Procellariidae reproducteurs en Nouvelle-Caledonie pendant l'été austral. In: Comptes Rendus Hebdomadaires des Seances de L'academie des Sciences (= D). Band 287, 1978, S. 269–271.
- mit Jean Dorst, Paul Rancurel: Observations nouvelles sur les Laridae reproducteurs en Nouvelle-Calédonie. In: Comptes Rendus Hebdomadaires des Seances de L'academie des Sciences (= D). Band 287, 1978, S. 495–498.
- mit Jean Dorst, Paul Rancurel: Données  nouvelles  sur  la  répartition  et  l’écologie  de  quelques espèces d’Oiseaux aquatiques et d’Oiseaux de mer de Nouvelle Calédonie. In: Comptes Rendus Hebdomadaires des Seances de L'academie des Sciences (= D). Band 287, 1978, S. 627–629.
- Welcome Swallows (Hirundo neoxena Gould) in New Caledonia. In: Bonner zoologische Beiträge. Band 26, Nr. 4, 1979, S. 160–161 (online [abgerufen am 13. Januar 2016]).
- mit Christian Érard: L'identité subspécifique des population néocalédoniennes de Pterodroma rostrata Peale 1848. In: L'Oiseau et la revue française d'ornithologie. Band 49, Nr. 2, 1979, S. 235–239.
- The Emerald Cuckoo of São Tomé and Príncipe Islands (Gulf of Guinea). In: The Ostrich. Band 50, Nr. 2, 1979, S. 88–93.
- Le statut de Halcyon malimbica dryas Hartlaub (Ile du Prince, Golfe de Guinée). In: Bulletin de l’Institut Fondamental d’Afrique Noire. Band 42, 1980, S. 608–618.
- La distribution géographique du Perroquet Gris, Psittacus erithacus timneh (Forster). In: Malimbus. Band 3, Nr. 2, 1981, S. 59–61 (englisch, online [PDF; 139 kB; abgerufen am 13. Januar 2016]).
- Le Corbeau roux de l’Archipel du Cap Vert (Corvus ruficollis) Lesson. In: Bulletin de l’Institut Fondamental d’Afrique Noire. Band 43, 1981, S. 202–218.
- mit Jean-Louis Mougin: Le Noddi bleu des îles Gambier Procelsterna caerulea murphyi ssp. nov. In: L'Oiseau et la revue française d'ornithologie. Band 51, 1981, S. 201–204.
- Les Phasianidae de l'île de São Tomé. In: Cyanopica. Band 2, 1981, S. 1–8.
- Remarques à propos des Buses (Buteo buteo ssp.) observées en Afrique occidentale. In: Malimbus. Band 4, Nr. 1, 1982, S. 5–8 (englisch, online [PDF; 208 kB; abgerufen am 13. Januar 2016]).
- Le statut de l'Aigrette Garzette, Egretta garzetta (L.) dans l'Archipel du Cap Vert. In: Cyanopica. Band 3, 1982, S. 5–15.
- Le statut de l'effraie de l'archipel du Cap Vert, Tyto alba detorta. In: La Rivista Italiana di Ornitologia. Band 52, Nr. 3/4, 1982, S. 154–166.
- Une énigme ornithologique: Amaurocichla bocagei Sharpe, 1892. In: Bulletin de l’Institut Fondamental d’Afrique Noire. Band 44, 1982, S. 200–212.
- Sur le statut passé et présent des merles (Turdus poliocephalus) de Nouvelle-Calédonie et îles voisines. In: L'Oiseau et la revue française d'ornithologie. Band 55, Nr. 2, 1982, S. 153–170.
- mit Peter James Fullagar, Henry John de Suffren Disney: Additional specimens of two rare rails and comments on the genus Tricholimnas of New Caledonia and Lord Howe Island. In: The Emu. Band 82, 1982, S. 131–136.
- mit Richard Schrodde: Patterns of variation and dispersal in Buff-banded rail (Gallirallus philippensis) in the South-West Pacific, with description of a new subspecies. In: Notornis. Band 29, Nr. 2, 1982, S. 131–142 (online [PDF; abgerufen am 13. Januar 2016]).
- Le courvite Cursorius cursor exsul Hartert - 1920 de l' Archipel du Cap-Vert. In: Cyanopica. Band 3, 1983, S. 5–15.
- Le martin-chasseur de l'Archipel du Cap-Vert (Alcyon leucocephala acteon Lesson 1831). In: Cyanopica. Band 3, 1983, S. 17–28.
- Les oiseaux reproducteurs des iles de Sao Tomé et Principe: Liste systématique commenteé et indication zoogéographiques. In: Bonner zoologische Beiträge. Band 34, Nr. 1–3, 1983, S. 129–148 (online [abgerufen am 13. Januar 2016]).
- Falconidae, Psittacidae et Strigiformes des iles de Sao Tomé et Principe (Golfe de Guinée). In: Bonner zoologische Beiträge. Band 34, Nr. 4, 1983, S. 429–451 (online [abgerufen am 13. Januar 2016]).
- Reproducteurs menacés d'extinction, nicheurs occasionnels, oiseaux mentionnés par erreur. In: Boletim do Museu Municipal do Funchal. Band 36, Nr. 157, 1984, S. 38–50 (englisch, online [PDF; 3,5 MB; abgerufen am 13. Januar 2016]).
- Le loriot endémique de l'ile de São Tomé, Golfe de Guinée, Oriolus crassirostris (Hartlaub). In: Cyanopica. Band 3, 1984, S. 121–134.
- La moucherolle endémique de l'île de São Tomé, Terpsiphone atrochalybeia (Thomson 1842). In: Alauda. Band 52, 1984, S. 31–44.
- Les Turdus des îles de São Tomé et Principe: Turdus o. olivaceofuscus (Hartlaub) et Turdus olivaceofuscus xanthorhynchus Salvadori (Aves Turdinae). In: Revue de Zoologie africaine. Band 98, 1984, S. 403–423.
- Prinia molleri Bocage, 1887, endémique de l'île de Saõ Tomé. In: La Rivista Italiana di Ornitologia. Band 54, Nr. 3/4, 1984, S. 191–206.
- mit Charles Hilary Fry: Corythornis systematics and character release in the Gulf of Guinea islands. In: Proceedings of the fifth Pan African Ornithological Congress, held at Lilongwe, Malaŵi in 1980. 1984, S. 47–61.
- Field notes on New Caledonia raptors with particular reference to Haliastur sphenurus. In: Bonner zoologische Beiträge. Band 36, Nr. 1/2, 1985, S. 429–451 (online [abgerufen am 13. Januar 2016]).
- La population de Neophron percnopterus Linné de l’Archipel du Cap Vert. In: Cyanopica. Band 3, 1985, S. 245–268.
- Sur la reproduction de la rousserolle Calamocichla rufescens ssp. dans la région des. Niayes (Sénégal nord-occidental). In: Alauda. Band 53, 1985, S. 182–184.
- Chaetura (Rhaphidura) thomensis Hartert 1900 endémique des Iles de São Tomé et Principe (Golfe de Guinée). In: Alauda. Band 53, 1985, S. 209–222.
- mit Patrick Bergier: Note sur la reproduction de l Aigle de Bonelli Hieraaetus fasciatus en Afrique du nord-ouest. In: Alauda. Band 53, Nr. 4, 1985, S. 254–262.
- mit Michel Tranier: Taphozous nudiventris présentris présent dans l'archipel du Cap-Vert (Chiroptera, Emballonuridae). In: Mammalia. Band 49, 1985, S. 304–305.
- mit Patrick Bergier: La reproduction des Fauvettes Sylvia a. atricapilla (L.) et Sylvia conspicillata orbitalis (Wahlberg 1854) dans l' Archipel du Cap Vert. In: Cyanopica. Band 3, 1986, S. 517–531.
- Une reproduction de Fringilla t. teydea (webb, Berthelot et Moquin-Tendon) dans un biotope inattendu (Ile de Tenerife, Archipel des Canaries). In: Cyanopica. Band 3, 1986, S. 533–538.
- Sur l'écologie et la biologie de deux Charadriiformes – Himantopus himantopus (L.) et Charadrius alexandrinus (L.) et d'un Colombidé – Columba livia (Gm) dans l'Archipel du Cap Vert. In: Cyanopica. Band 3, 1986, S. 539–553.
- Le martinet Apus alexandri Hartert 1901 endemique de l' Archipel du Cap Vert. In: Boletim do Museu Municipal do Funchal. Band 38, Nr. 179, 1986, S. 130–140 (englisch, online [PDF; 1,3 MB; abgerufen am 13. Januar 2016]).
- Contribution a l' ecologie de trois Alaudidae de l' archipel du Cap Vert: Ammomanes cinctura, Eremopterix nigriceps et Spizocorys rasae. In: Boletim do Museu Municipal do Funchal. Band 39, Nr. 191, 1987, S. 122–140 (englisch, online [PDF; 2,9 MB; abgerufen am 13. Januar 2016]).
- Le Balbuzard (Pandion haliaetus L.) aux îles du Cap Vert. In: Annali del Museo civico di storia naturale Giacomo Doria. Band 86, 1987, S. 657–681 (online [abgerufen am 13. Januar 2016]).
- Contribution à la connaissance de l'écologie de la Crécerelle (Falco tinnunculus. Linné). In: Bollettini: rivista semestrale scientifica del Museo Regionale di Scienze Naturali. Band 5, 1987, S. 195–210.
- Notes on Dicrusus m. modestus (Hartlaub) and remarks on the modestus and adsimilis groups of drongos. In: Bonner zoologische Beiträge. Band 38, Nr. 2, 1987, S. 87–93 (online [abgerufen am 13. Januar 2016]).
- Les Rallidae des îles de Saõ Tomé et du Price (Golfe de Guinée). In: Cyanopica. Band 4, 1987, S. 5–26.
- Phalacrocoracidae et Ardeidae dans les Iles de Saõ Tomé et du Prince (Golfe de Guinée). In: Cyanopica. Band 4, 1987, S. 27–54.
- Les oiseaux de l'archipel du Cap Vert: peuplements, adaptations, endémisme. In: Bulletin de la Société zoologique de France. Band 112, 1987, S. 307–326.
- mit Michel Condamin: Sur deux espèces de Sterninae observées aux îles Walpole, Hunter et Matthew (Pacifique Sud). In: Alauda. Band 55, 1987, S. 140–146.
- Les oiseaux des genres Passer et Estrilda dans l' Archipel du Cap Vert. In: Boletim do Museu Municipal do Funchal. Band 40, Nr. 203, 1988, S. 215–233 (englisch, online [PDF; 4,0 MB; abgerufen am 13. Januar 2016]).
- Les oiseaux des genres Passer et Estrilda dans l' Archipel du Cap Vert. In: Boletim do Museu Municipal do Funchal. Band 40, Nr. 208, 1988, S. 253–273 (englisch, online [PDF; 4,0 MB; abgerufen am 13. Januar 2016]).
- Ardea (purpurea) bournei endémique de l’Ile de Santiago (Archipel du Cap Vert). In: Alauda. Band 56, 1988, S. 261–268.
- Les Columbidae des îles de S. Tomé et Principe (1re Partie). In: Cyanopica. Band 4, 1988, S. 217–242.
- Note sur la Pie-grièche Lanius newtoni (Bocage 1891), endémique de l'île de São Tomé (Golfe de Guinée). In: Cyanopica. Band 4, 1988, S. 251–259.
- Neospiza concolor (Bocage, 1888) endemique de l'ile de Sao Tome (Golfe de Guinee). In: Bollettini: rivista semestrale scientifica del Museo Regionale di Scienze Naturali. Band 6, 1988, S. 321–339.
- Le Sirli de l' Archipel du Cap Vert Alaemon alaudipes boavistae Hartert 1917. In: Boletim do Museu Municipal do Funchal. Band 41, Nr. 211, 1989, S. 41–53 (englisch, online [PDF; 3,2 MB; abgerufen am 13. Januar 2016]).
- in Secretaria de Estado da Ciencia e Tecnologia, Instituto de Investigacao Cientifica Tropica: Deux apodidae des îles de S. Tomé et Prince (Golfe de Guinée): apus affinis bannermani Hartert 1900 et Cypsiurus Parvus Lichtenstein, 1823: description d'une nouvelle sous-espèce in Homenagem a J.R. dos Santos Junior. Ministerio do Planeamento e da Administracao do Territorio, Lissabon 1990, ISBN 978-972-672-539-8, S. 105–111.
- in Secretaria de Estado da Ciencia e Tecnologia, Instituto de Investigacao Cientifica Tropica: Paléoclimatologie et endémisme — Histoire des peuplements d'oiseaux aux îles du Cap Vert in Homenagem a J.R. dos Santos Junior. Ministerio do Planeamento e da Administracao do Territorio, Lissabon 1990, ISBN 978-972-672-539-8, S. 113–122.
- Les oiseaux de L'Archipel du Cap Vert: As aves do Arquipelago de Cabo Verde. inisterio do Planeamento e da Administracao do Territorio, Secretaria de Estado da Ciencia e Tecnologia, Instituto de Investigacao Cientifica Tropical, Lissabon 1994, ISBN 978-972-672-628-9.
- Les oiseaux des iles du Golfe de Guinee: Sao Tome, Prince et Annobon: As aves das ilhas do Golfo da Guine: Sao Tome, Principe e Ano Bom. inisterio do Planeamento e da Administracao do Territorio, Secretaria de Estado da Ciencia e Tecnologia, Instituto de Investigacao Cientifica Tropical, Lissabon 1994, ISBN 978-972-672-629-6.
- Gérard J. Morel: Description des oeufs et du nid de la Prinia aquatique Prinia fluviatilis. In: Malimbus. Band 4, Nr. 17, 1995, S. 28–31 (englisch, online [PDF; 167 kB; abgerufen am 13. Januar 2016]).
- mit Jean Chaunu: Aumônier de la France libre - Mémoire. Perrin, Paris 2004, ISBN 978-2-262-02118-4.